# Żegocin (Kalisz)
Pour les articles homonymes, voir Żegocin.
Żegocin est une localité polonaise de la gmina de Blizanów, située dans le powiat de Kalisz en voïvodie de Grande-Pologne.